# Bartłomiej Pękiel
Bartłomiej Pękiel (né après 1600 ; mort vers 1670) est un compositeur polonais de l'époque baroque.

## Biographie
À partir de 1633, Pękiel est organiste à la cour royale de Ladislas IV Vasa et assistant de Marco Scacchi, le maître de chapelle royale de Varsovie. Plus tard, il obtient lui-même la charge de ce poste qu'il occupe de 1649 à 1655, année de la prise de Varsovie par les Suédois pendant la période du Déluge. Pękiel, comme tous les membres de la cour, évite de participer activement à la guerre. En exil, il aurait séjourné à Vienne, l'une des capitales musicales de l'époque, nourrie depuis des décennies par des artistes d'Italie du Nord.
En 1657, il s'installe à Cracovie, où il succède à 
Franciszek (Franciscus) Lilius (pl) 
comme maître de chapelle à la cathédrale de la ville.

## Œuvres
Il subsiste de lui 30 compositions sacrées, principalement des messes et des motets pour chœur polyphonique avec ou sans accompagnement instrumental ; elles sont composées dans le style concertato qui vient d'Italie.

### Messes
- Missa pulcherrima ad instar Praenestini[2]
- Missa paschalis
- Missa brevis
- Missa concertata « La Lombardesca »
- Missa a 4 voci
- Missa a 14
- Missa senza le ceremonie
- Missa secunda

### Musiques sacrées pour chœur
- Audite mortales. Dialogus (...) in advent, oratorio (le premier du genre en Pologne)
- Dulcis amor Jesu, concerto vocal
- Patrem na rotuły
- Patrem rotulatum
- Assumpta est Maria, motet
- Ave Maria, motet
- Domine ne in furore, motet
- Magnum nomen Domini, motet
- Nativitas tua, motet
- O adoranda Trinitas, motet
- O Salutaris Hostia, motet
- Quae est ista, motet
- Resonet in laudibus, motet
- Salvator orbis, motet
- Sub tuum praesidium, motet

### Œuvre instrumentale
- Polskie tańce Trzy (« Trois danses polonaises ») : Uroczysty (Moderato) - Dostojny (Andante) - Wesoły (Allegro)

## Discographie notable
- Bartłomiej Pękiel, The Sixteen, COR16110, 2013[3],[4]
- Opera Omnia, Octava Ensemble, DUX1454-56, 2018[5],[6]

## Partitions en ligne
- Bartłomiej Pękiel sur le site CPDL (partitions libres de droits de quelques œuvres chorales).